# Sojoez TM-32
Sojoez TM-32 (Russisch: Союз ТМ-32) was een Russische expeditie naar het Internationaal ruimtestation ISS dat deel uitmaakte van het Sojoez-programma. Het was de tweede expeditie naar het Internationaal ruimtestation ISS van het Sojoez-programma. De expeditie bracht tevens de allereerste ruimtetoerist Dennis Tito de ruimte in. Hij werd na een verblijf van ruim een week terug naar de aarde gebracht door Sojoez TM-31.

## Bemanning
| Bevelhebber       | Talgat Moesabajev 3e ruimtevlucht | Viktor Afanasjev 4e ruimtevlucht   | Viktor Afanasjev 4e ruimtevlucht   | Viktor Afanasjev 4e ruimtevlucht   |
| Flight Engineer 1 | Joeri Batoerin 2e ruimtevlucht    | Claudie Haigneré 2e ruimtevlucht   | Claudie Haigneré 2e ruimtevlucht   | Claudie Haigneré 2e ruimtevlucht   |
| Flight Engineer 2 | Dennis Tito 1e ruimtevlucht       | Konstantin Kozejev 1e ruimtevlucht | Konstantin Kozejev 1e ruimtevlucht | Konstantin Kozejev 1e ruimtevlucht |

TM-1 ·
TM-2 ·
TM-3 ·
TM-4 ·
TM-5 ·
TM-6 ·
TM-7 ·
TM-8 ·
TM-9 ·
TM-10 ·
TM-11 ·
TM-12 ·
TM-13 ·
TM-14 ·
TM-15 ·
TM-16 ·
TM-17 ·
TM-18 ·
TM-19 ·
TM-20 ·
TM-21 ·
TM-22 ·
TM-23 ·
TM-24 ·
TM-25 ·
TM-26 ·
TM-27 ·
TM-28 ·
TM-29 ·
TM-30 ·
TM-31 ·
TM-32 ·
TM-33 ·
TM-34